# 電力機器
電力機器（でんりょくきき、electric appliance）は、電気を利用するために必要な、様々な機器類の総称である。電力機器は、発電、電気エネルギーから他のエネルギーへの変換、蓄電、電圧変換・力率調整、電力の接続・遮断などを行う。電気機器(electric device)とも呼ばれ、両者はともに"電機"と略される。

## 他のエネルギーから電気エネルギーへの変換を行う機器
- 発電機: 力学的エネルギーを電気エネルギーへ変換
- 太陽電池: 光エネルギーを電気エネルギーへ変換
- 燃料電池・一次電池: 化学エネルギーを電力へ変換

## 電気エネルギーから他のエネルギーへの変換を行う機器
- 電動機（モーター）: 電気エネルギーを力学的エネルギーへ変換　原動機の他ヒートポンプも含む
- 電熱器: 電気エネルギーを熱エネルギーへ変換
- 光源: 電気エネルギーを光エネルギーへ変換

## 電気エネルギーの他のエネルギーでの蓄積を行う機器
- 二次電池（蓄電池）

## 電気エネルギーを直接蓄積を行う機器
- コンデンサ（電気二重層コンデンサ）

## 電力の電圧変換・力率調整を行う機器
- 変圧器（トランス）
- 電力用コンデンサ
- 電力用リアクトル

## 電力の接続・遮断などを行う機器
- 遮断器
- 電力ヒューズ
- 開閉器
- 断路器
- 接触器
- 電力用半導体素子
- 継電器
- 避雷器